# دیکلو (روستا)
دیکلو (به لاتین: Diklo) یک منطقهٔ مسکونی در گرجستان است که در شهر اخمتا واقع شده‌است. دیکلو ۰ نفر جمعیت دارد و ۲٬۱۴۰ متر بالاتر از سطح دریا واقع شده‌است.